# 1716 w literaturze
Wydarzenia literackie w 1716 roku.

## Nowe książki
- Christopher Polhem i Emanuel Swedenborg założyli pierwsze szwedzkie pismo naukowe Daedalus hyperboreus (potem Den nordlige Daidalos)
- Erik Dahlbergh Suecia antiqua et hodierna.
- Daniel Defoe Mercurius Politicus.